# 屏山县
屏山县是中国四川省宜宾市所辖的一个县。面积1437平方公里，2006年人口30万人。

## 地名由来
《大明一统名胜志·四川名胜志》卷22载：屏山县“取城东十里宝屏山为名。以山四周如屏障也”。《读史方舆纪要》卷73马湖府屏山县：宝屏山“府东十里。山如屏障，县以此名”。

## 历史
在新安乡台地出土的旧石器，说明屏山自古即有人类居住。唐、宋属马湖羁糜州。元置马湖路。明万历十七年(1589年)置屏山县，取十里宝屏山为名。

## 行政区划
屏山县下辖8个镇、1个乡、2个民族乡：
锦屏镇、新市镇、中都镇、龙华镇、大乘镇、新安镇、书楼镇、屏山镇、夏溪乡、屏边彝族乡和清平彝族乡。

## 交通
- 353国道过境。
- 307省道

## 特产
- 屏山白魔芋：中国地理标志产品。屏山县作为白魔芋发现和命名地。
- 屏山炒青茶：中国地理标志产品。

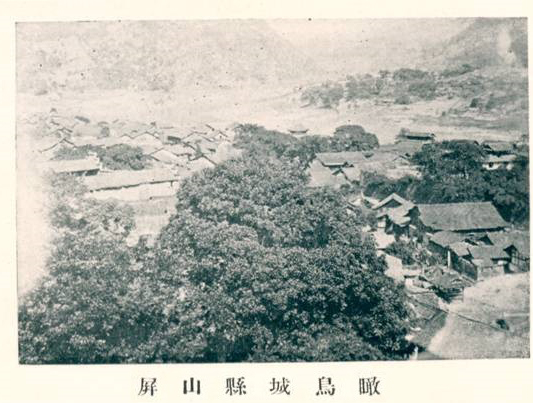
屏山縣城鳥瞰
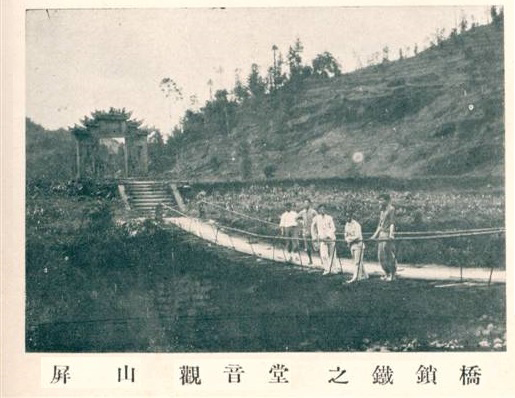
屏山觀音堂之鐵鎖橋牌坊
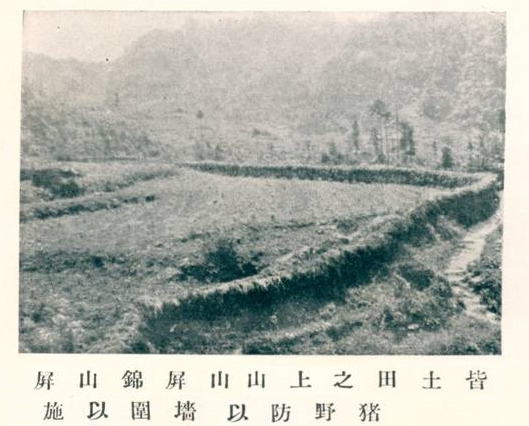
屏山錦屏山山上之田土皆施以圍墻以防野豬

## 其他
屏山县纺织厂纵火案